# Kunle Odunlami
Kunle Odunlami, né le 30 avril 1991 au Nigeria, est un footballeur international nigérian qui évolue au poste de défenseur au Raja de Casablanca.

## Biographie

### En Club
Kunle Odunlami est né au Nigeria, le 30 avril 1991, mesure 1,87 mètre, il est passé par plusieurs clubs pendant sa formation, il jouait au Golden Star puis en sénior il pratiquait le football au club de Olaoluwa FC après au Ilaoragun avec cette équipe il brilla et fait montrer sa technique défensif alors il est transféré par Dolphin FC puis l'équipe Gray FC. En jouant avec plusieurs équipes pendant sa jeunesse Odunlami gagna de l'expérience. Enfin en 2012, il signa son premier contrat professionnel cette fois avec First Bank FC puis il est transféré Sunshine Stars FC la saison suivante avec ce club le footballeur est devenu un joueur international et un des meilleurs défenseurs au Championnat du Nigeria et ses efforts n'arrêtent pas ici. Le 28 juin 2015, Kunle Odunlami rejoint le troisième meilleur club africain du XIXe siècle selon le classement de la CAF, le club marocain Raja de Casablanca qui évolue actuellement au championnat du Maroc professionnel.

### En Sélection
Kunle Odunlami fut appelé par Stephen Keshi la première fois en 2013 et participa aussi au Championnat d'Afrique des nations de football en 2014 puis en Coupe du monde de football la même année.

## Palmarès

### En club
Dolphin FC
- Championnat du Nigeria
  - Vainqueur en 2011

### En sélection
- Championnat d'Afrique des nations de football
  - Troisième place en 2014